# Nick Stahl
Nicolas Kent Stahl (Harlinger, 5 de dezembro de 1979) é um ator estadunidense que ficou conhecido por interpretar John Connor em Terminator 3: Rise of the Machines.

## Biografia
Nick Stahl começou a carreira atuando em comerciais, peças de teatro comunitárias e dois filmes para a televisão na década de 1990. A grande chance apareceu em 1993, quando foi selecionado para atuar no filme "O Homem sem Face", ao lado de Mel Gibson. Por esse filme, Nick Stahl foi indicado ao Young Artist Awards na categoria de Melhor Ator Jovem.
O ator ainda concorreu ao Screen Actors Guild Awards pela atuação no filme "Entre Quatro Paredes" e aos Satellite Awards e The Saturn Awards pelo seriado "Carnivàle".
Seu melhor papel no cinema foi, John Connor em "O Exterminador do Futuro 3 - A Rebelião das Máquinas".

## Filmografia
- Stranger at My Door (Parceiros do Medo) (1991)
- Woman with a Past (Marcada Pelo Passado)(1992)
- O Homem sem Face (1993)
- Incident in a Small Town (1994)
- Safe Passage (1994)
- Tall Tale (1995)
- Blue River (1995)
- My Son Is Innocent (1996)
- Eye of God (1997)
- Comportamento Suspeito (1998)
- Além da Linha Vermelha (1998)
- Soundman (1999)
- Sunset Strip (2000)
- All Forgotten (2000)
- Entre Quatro Paredes (2001)
- The Sleepy Time Gal  (2001)
- Bully (2001)
- Taboo (2002)
- Wasted (2002)
- Bookies (2003)
- O Exterminador do Futuro 3 - A Rebelião das Máquinas (2003)[2]
- Carnivàle (2003 - 2005)
- Twist (2003)
- Sin City (2005)
- Como Roubar um Banco (2007)
- Quid Pro Quo (2008)
- Sleepwalking (2008)
- In Northwood (2009)
- My One and Only (2009)
- Everything Will Happen Before You Die (2010)
- Meskada (2010)
- Dead Awake (2010)
- Burning Palms (2010)
- The Chameleon (2010)
- Kalamity (2010)
- Afghan Luke (2011)
- The speed of thought (2011)